# Гражданская улица (Санкт-Петербург)

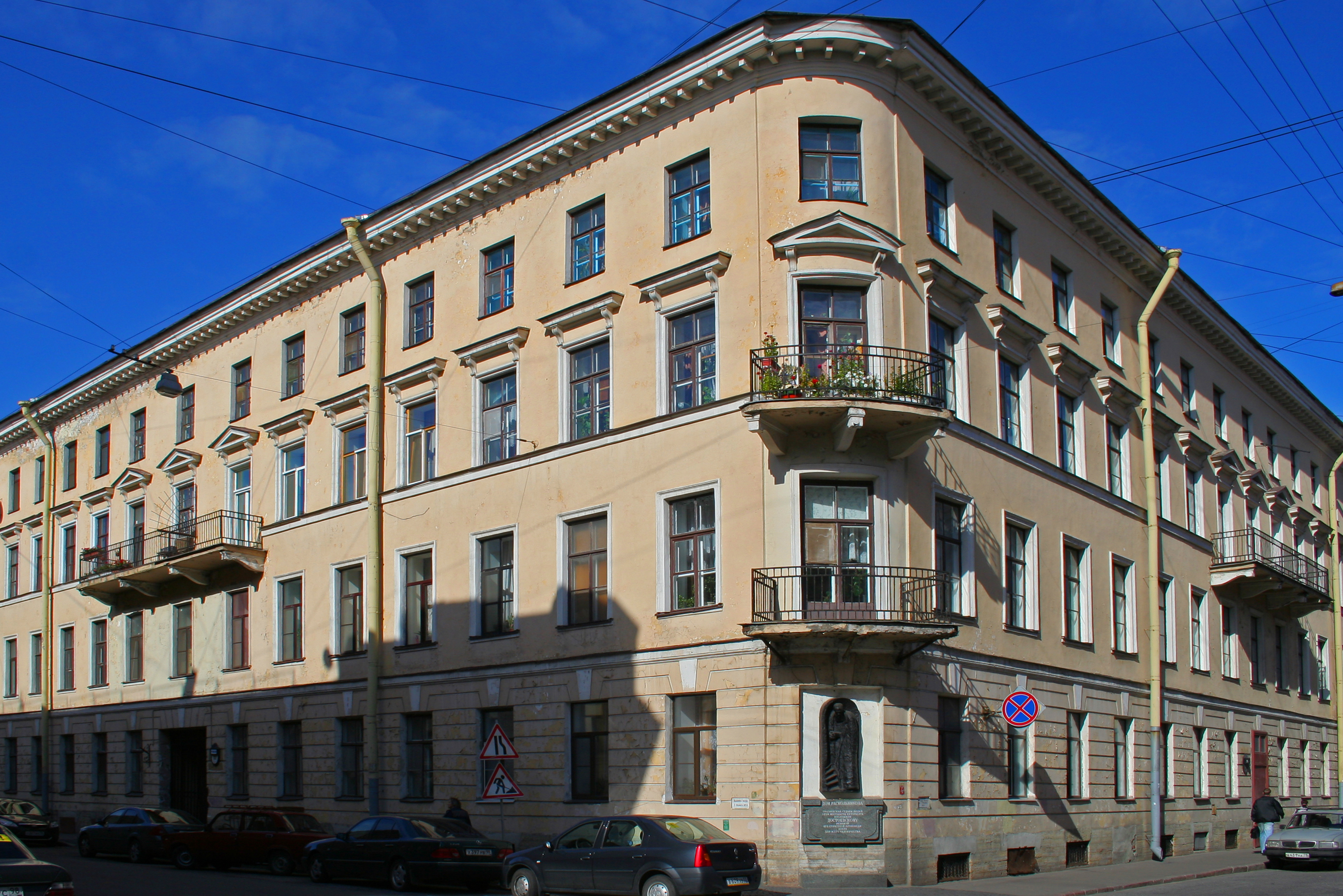
«Дом Раскольникова»

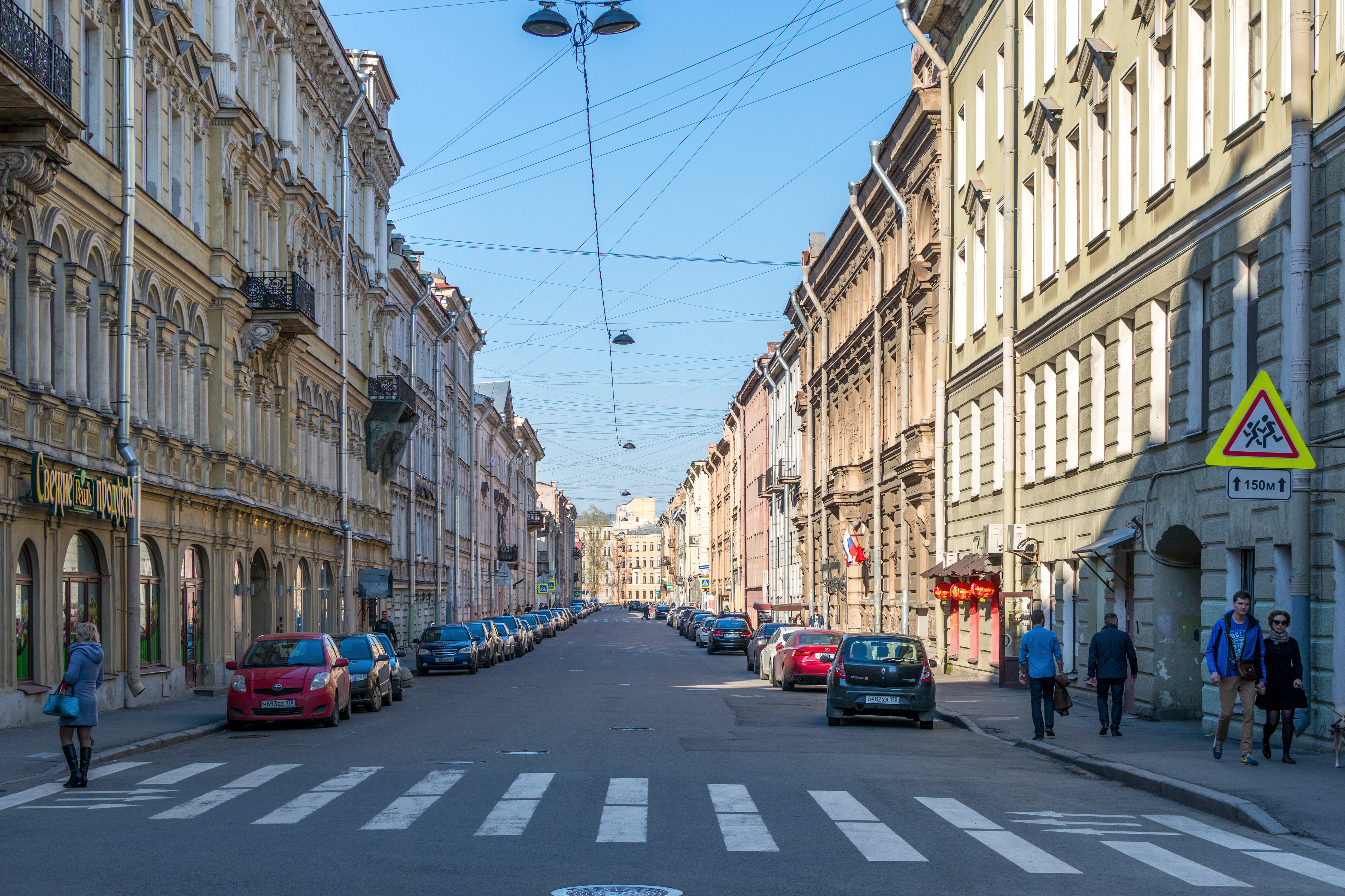
Вид со стороны Вознесенского проспекта

Гражда́нская у́лица — улица в Адмиралтейском районе Санкт-Петербурга. Проходит от пересечения набережной канала Грибоедова и переулка Гривцова до Вознесенского проспекта.

## История названия
Первоначальное название 3-я Переведенская улица или 3-я линия Переведенской слободы возникло в 1732 году от находящейся здесь Переведенской слободы. 20 августа 1739 года присвоено название Средняя Мещанская улица, в связи с тем, что эту часть города заселяли граждане мещанского происхождения. Параллельно существовали названия 2-я Мещанская улица, Средняя Казанская улица. 15 мая 1882 года переименовали в Мещанскую улицу, «средняя» исчезло в связи с переименованием Большой Мещанской улицы в Казанскую, а Малой Мещанской улицы в Казначейскую.
Современное название Гражданская улица получила в октябре 1918 года, как знак упразднения советской властью дореволюционного сословного деления.

## История
Улица возникла в первой половине XVIII века, как одна из улиц Переведенской слободы.

## Достопримечательности
- Дом 1/9 — в доме жил художник С. П. Яремич[2]
- Дом 3 — дом А. Рожнова, конец XVIII в., расширен в 1836-м арх-м М. А. Ливеном.  ОКН № 7830949000№ 7830949000
- Дом 6 — дом, в котором В. И. Ленин участвовал в собраниях Петербургской социал-демократической группы.  ОКН № 7800951000№ 7800951000
- Дом 7 — дом В. Миронова, конец XVIII в., перестроен в 1841—1842, арх-р Луиджи Руска.  ОКН № 7830950000№ 7830950000
- Дом 10 — доходный дом В. Миллера, конец XVIII в., перестроен в 1912-м под руководством арх-ра В. К. Кейса. В 1893 году в здании бывал В. И. Ленин.  ОКН № 7802671000№ 7802671000
- Дом 13—15 — здание акционерного общества «Словолитня и производство медных линеек Г. Бертгольд» (1899—1901, арх. Р. И. Кригер; 1900—1901, арх. М. Мейдингер, В. В. Шауб)[3]. До 1917 года принадлежал купцу Sauerbrey, Johann Wilhelm и его родным, в доме был «Столичный Водочный Завод» и питейное заведение.  ОКН № 7830952000№ 7830952000
- Дом 19 — «Дом Раскольникова» — дом, в котором жил персонаж романа Ф. М. Достоевского «Преступление и наказание» Родион Раскольников
- Дом 26 — дом, который посещал В. И. Ленин.  ОКН № 7802672000№ 7802672000
- Дом 75 — Канцелярия Съезда мировых судей, 1884—1885 гг., арх-р И. С. Китнер. Дом, который в 1893—1895 гг. посещал В. И. Ленин.  ОКН № 7802672000№ 7802672000